# Voyageurs étrangers dans le monde indien
Les relations des Voyageurs étrangers dans le monde indien sont une source primaire importante pour reconstituer une histoire de l'Asie du sud à laquelle ses habitants ont mis longtemps à s'intéresser.
Cette liste ne concerne essentiellement les voyageurs qui font un compte-rendu de leur séjour avant 1784, date de la création de la société asiatique du Bengale par le linguiste William Jones qui marque le début d'une étude du monde indien proprement scientifique, et avec un souci d'exhaustivité, par la puissance colonisatrice. En ce sens, on acceptera en manière d'exception le cas tardif de l'abbé Dubois.
Ces relations ont quatre origines principales :

## Grecs
- Mégasthène
- En 162, Arrien publie Indika, un ouvrage sur l'Inde et ses habitants, d'après les carnets de Nearkhos (Néarque), un compagnon d'armes d'Alexandre le Grand
- Cosmas Indikopleustès, VIe siècle

## Chinois
Plusieurs pèlerins bouddhistes chinois font le voyage des Indes pour visiter le pays du Bouddha et ramener en Chine des textes sacrés. De retour au pays, ils relatent leur voyage et la relation qu'ils en font nous renseigne sur la prépondérance du bouddhisme en Inde avant la contre-réforme hindouiste et l'irruption de l'Islam qui vont changer profondément le sous-continent indien. C'est souvent grâce à ces écrits que les archéologues retrouvent des sites qui avaient disparu des mémoires, comme Lumbinî.
- Faxian (ou Fa-Hsien ou Fatian) (337-422)
- Song Yun (voyage de 518 à 522)
- Xuanzang (ou Hsiuan-Tsang) (603-664), Rapport du voyage en Occident à l'époque des Grands Tang (646)
- Yijing (ou I-Tsing) (635-713)
- Hyecho (704-787), originaire de Corée

## Arabes
- Relation de la Chine et de l'Inde (850), aussi connu en tant que Voyages du marchand Soleyman
- al-Biruni (973-vers 1050)
- Ibn Battûta (1304-1377)
- Géographie et cartographie dans le monde arabo-musulman médiéval

## Européens
Du Moyen Âge à la colonisation britannique de nombreux voyageurs européens - Italiens, Portugais, Anglais, Français - commerçants ou soldats arpentent le pays et racontent leurs découvertes.

### AvantVasco de Gama
- Niccolò Polo (v. 1230 - av. 1300), son frère Matteo et son fils Marco Polo (1254-1324)
- Odoric de Pordenone (1265-1331), missionnaire franciscain
- Nicolò de' Conti (1395-1469)
- Athanase Nikitine (1430c-1475)

### AprèsVasco de Gama
- Saint François Xavier (1506-1552), premier missionnaire jésuite
- Domingo Paes (XVIe siècle)
- Fernão Nuniz (XVIe siècle)
- Ralph Fitch (? - 1611)
- Thomas Stephens (1549 - 1619), jésuite et premier anglais en Inde
- Fernão Guerreiro (1550 - ?)
- John Mildenhall (1560 - 1614)
- William Hawkins (~1560 - 1613)
- Roberto de Nobili (1577-1656)
- François Pyrard (1578 - 1621), l'un des premiers français connus à gagner les Indes.
- Sir Thomas Roe (~1581 - 1644)
- Pietro Della Valle (1586-1652)
- Jean-Baptiste Tavernier (1605 - ~1689)
- Peter Mundy (1608 - 1667)
- François Bernier (1620 - 1688)
- François Martin (1634 - 1706)
- Niccolo Manucci (1638 - 1717)
- Robert Knox (~1640 - 1720)
- Joseph Tieffenthaler (1710-1785)
- Gaston-Laurent Cœurdoux (~1691 - 1779)
- Abraham Hyacinthe Anquetil-Duperron (1731 - 1805)
- Victor Jacquemont (1801 - 1832)
- Abbé Jean-Antoine Dubois (1765 - 1848)
- Victor Delpech de Frayssinet (1835-1887)
- Jacques Berthieu (1838-1896)
- Hélène de Chappotin de Neuville (1839-1904).
- Gustave Le Bon (1841-1931)
- Jean-Marie Barthe (1849-1934)
- Alexandra David-Néel (1868 - 1969)
- Pierre Ceyrac (jésuite) (1914-2012)